# SCHLUMOSED
SCHLUMOSED (für SCHLamm, LUMO=Licht und SEDImentation) ist ein Messsystem für das Separationsverhalten von Klärschlamm.
In biologischen Kläranlagen wird Abwasser mit Hilfe von Mikroorganismen (Klärschlamm), die mit dem Abwasser vermischt werden, gereinigt. Nach dem Reinigungsprozess, der im Belebungsbecken stattfindet, müssen die Mikroorganismen wieder vom gereinigten Abwasser getrennt werden. Dies geschieht im Nachklärbecken, wo sich der Klärschlamm aufgrund seiner höheren Dichte absetzt (Separation). Mit Hilfe des SCHLUMOSED kann das Separationsverhalten des Klärschlamms online charakterisiert werden.

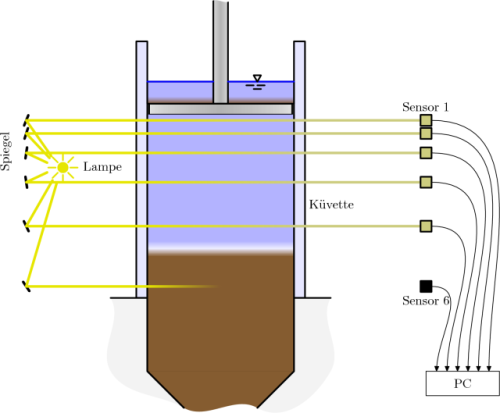
Funktionsschema des SCHLUMOSED. In sechs verschiedenen Höhen wird eine Schlammprobe in einem Standzylinder während der Separation von weißen Lichtstrahlen durchdrungen. Der Intensitätsverlauf mit der Zeit wird erfasst.

## Messprinzip
Mit Hilfe einer automatischen Probenahmevorrichtung wird Schlamm aus dem Zulauf des Nachklärbeckens in den SCHLUMOSED befördert. Anschließend separiert der Schlamm im Gerät über einen Zeitraum von (in der Regel) zwei Stunden. Währenddessen wird das Gerät in sechs verschiedenen Höhen (vergleiche Abbildung rechts) von weißen Lichtstrahlen durchdrungen, die von den im Schlamm suspendierten Mikroorganismen teilweise absorbiert werden. Die Restintensität {\displaystyle I_{i}(t)} der Lichtstrahlen wird gemessen und als Zeitreihe gespeichert.
Zusätzlich erfolgt vor jeder Messung eine Kalibrierung des SCHLUMOSED mit Trinkwasser. Die hier gemessenen Referenzwerte {\displaystyle I_{i,ref}} ergeben gemeinsam mit den bei der Schlammmessung erhaltenen Intensitätswerten die Transparenz {\displaystyle T_{i}(t)}:
{\displaystyle T_{i}(t)={I_{i}(t) \over I_{i,ref}}}

## Separationsdiagramme

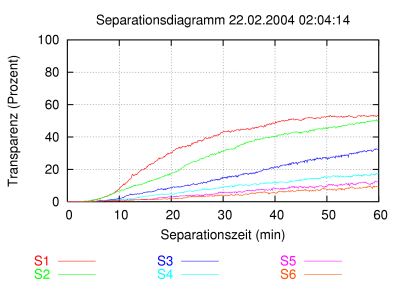
Separationsdiagramm eines dispers separierenden Schlamms

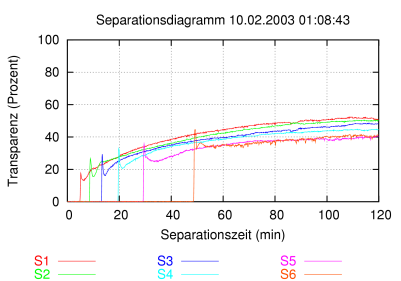
Separationsdiagramm eines im Verband separierenden Schlamms

Trägt man den Verlauf der Transparenz für die untersuchten sechs Sensoren als Funktion der Separationszeit auf, so erhält man ein Separationsdiagramm. Die Separationsdiagramme für dispers und im Verband separierende Schlämme unterscheiden sich grundlegend (vgl. Bilder rechts).

## Charakteristische Punkte
Tritt Separation im Verband auf, so kann eine Reihe von charakteristischen Punkten für jede einzelne Kurve im Separationsdiagramm bestimmt werden:

### Durchgangszeit
Die Durchgangszeit (time of incipient transparency, tiT) ist die Zeit am Anfang einer Messung, während der der SCHLUMOSED die Transparenz Null (0 %) misst. Während dieser Zeit ist die Konzentration der Mikroorganismen im Weg des Lichtstrahls so hoch, dass der Lichtstrahl den Schlamm nicht zu durchdringen vermag. Zum Zeitpunkt tiT passiert der Schlammspiegel, der sich bei Separation im Verband immer deutlich ausbildet, ds Niveau des Lichtstrahls, und es kommt zu einem sprunghaften Anstieg der Transparenz.

### Transparenzsprung
Der Transparenzsprung (jump of transparency, jT)  ist jener Transparenzwert, auf den die Transparenz nach Erreichen von tiT springt. Er kennzeichnet die Partikelkonzentration im aus dem Schlammbett ausströmenden Wasser. Da im Lauf der Zeit das Schlammbett immer dichter wird, erhöht sich auch die Transparenz des ausströmenden Wassers mit der Zeit, da immer mehr Partikel vom Schlammnetzwerk zurückgehalten werden können.

### Transparenzpeak (peak uf transparency, pT)
Der Transparenzpeak ergibt sich aus dem auf den jT folgenden Absinken der Transparenz und gibt an, wie stark sich die Partikelkonzentration im Überstand selbst und die Partikelkonzentration im aus dem Schlammbett ausströmenden Wasser unterscheiden.

### Endtransparenz
Die Endtransparenz (final transparency, fT) ist die Transparenz am Ende der Messung nach zwei Stunden. Bei Separation im Verband sollte die Transparenz aller sechs Sensoren nach Erreichen des jeweiligen Transparenzpeaks gleichauf laufen, sodass auch die Endtransparenzen gleich sind.

## Tages- und Wochengänge
Das Separationsverhalten des Klärschlamms verändert sich dynamisch aufgrund der jeweiligen Lebensbedingungen, denen die Mikroorganismen in der Kläranlage ausgesetzt sind. Dabei können deutliche Tages- und Wochengänge im Verlauf der gemessenen Endtransparenz beobachtet werden. Zu Zeiten geringer Anlagenbelastung (Nachtstunden, Wochenende) steigt die Endtransparenz, während bei Überlastung der Anlage die Endtransparenz sinkt, so dass der Anlagenbetreiber Gegenmaßnahmen ergreifen sollte, will er den Abtrieb von Schlamm aus der Kläranlage vermeiden.